# حمود صالح نعمان
حمود صالح نعمان هو كاتب مسرحي وشاعر يمني، مشهور بلقب أبو كدرة. ولد عام 1921 في الحوطة عاصمة محافظة لحج. تلقى مبادئ الكتابة والقراءة في مدينته، ثم انضم لفرقة العروبة للتمثيل. أولع بالشعر منذ صغره وتأثر بشعر القمندان. انتقد بشدة الوضع الاجتماعي في سلطنة لحج. وفي 1955 غادر إلى صلالة وعمل هناك. ثم عاد عام 1985 إلى البريقة في عدن ليعمل في المصافي البريطانية بعدن. وهو عضو مؤسس في اتحاد الأدباء والكتاب اليمنيين.

## أعماله
- قلبي معاك (ديوان شعر غنائي).
- حمام الدور (ديوان شعر غنائي).
- ديوان أبو كدرة (ديوان شعر غنائي).
- أمس والشعب (مسرحية شعرية).